# Liste der osttimoresischen Botschafter in Singapur
Diese Liste führt die osttimoresischen Botschafter in Singapur auf. Die Botschaft befindet sich in der 140 Robinson Road #09-04/05 Crown @ Robinson, Singapur 068907.

## Hintergrund
Singapur ist Mitglied der ASEAN und war lange Zeit ein Bedenkenträger, betreffs eines Beitritts Osttimors. Von Singapur führt eine der drei kommerziellen Flugrouten in die Osttimors Landeshauptstadt Dili. Der erste Botschafter Roberto Soares hatte zunächst seinen Sitz in Dili.

## Liste
| Bild | Name                                  | Amtszeit                   | Anmerkungen |
| ---- | ------------------------------------- | -------------------------- | --- |
|      | Roberto Soares                        | 2009 – ? (vor August 2012) | Erster Botschafter Osttimors in Singapur, auch zuständig für Brunei. Ernennung: 29. Januar 2009 Akkreditierung in Singapur: 26. März 2009. |
|      | Domingos Sávio                        | ? – 2016                   | chargé d’affaires |
|      | Adaljíza Magno                        | 2016–2017                  | Am 2. Oktober 2017 zur stellvertretenden Außenministerin ernannt                                                                           |
|      | Natália Carrascalão Antunes           | 2020–2023                  | Ernennung: 28. Januar 2020 Akkreditierung: 24. März 2020                                                                                   |
|      | Alexandre Vital da Cruz Araújo Tilman | ab 2023                    | Vereidigung: 12. Dezember 2023 |